# مسیحیت و خشونت

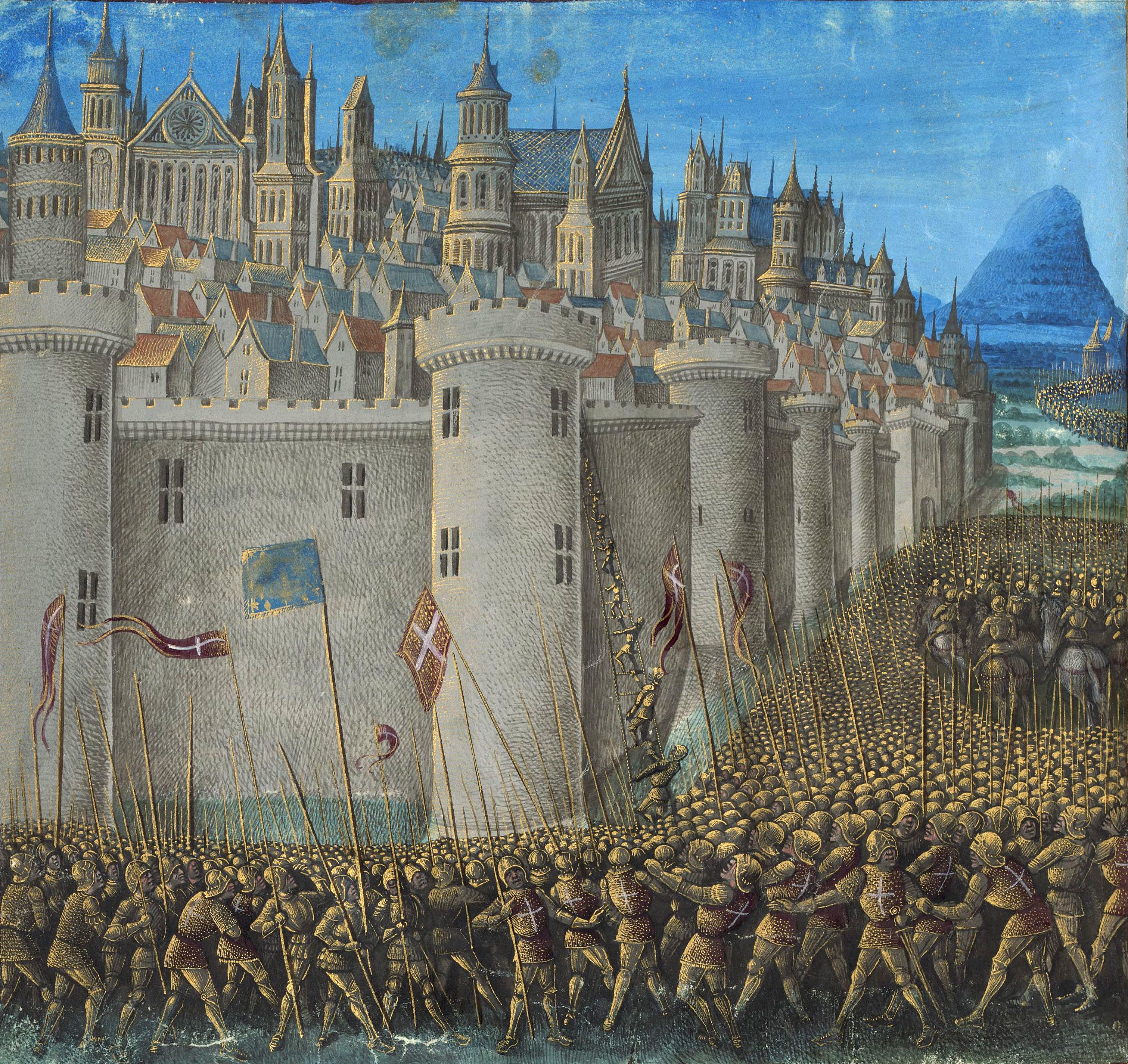
جنگ‌های صلیبی یک‌سری لشکرکشی‌ها بین مسیحیان اروپا و مسلمانان بود. این تصویر صحنه‌ای از جنگ صلیبی اول را نشان می‌دهد.

رابطه مسیحیت و خشونت مورد بحث و جدل بوده‌است. برخی آموزه‌های آن مدافع صلح، عشق و محبت است، از سوی دیگر، برخی آموزه‌های دیگر آن برای توجیه خشونت مورد استفاده قرار گرفته‌اند.
صلح، محبت و بخشش اشتباهات از عناصر کلیدی آموزه‌های مسیحی‌اند. ولی، مسیحیان از دوران پدران کلیسا با پرسش استفاده از زور دست و پنجه نرم کرده‌اند. این پرسش‌ها به نظریه‌هایی چون نظریه جنگ مشروع دامن زده‌اند. در طول تاریخ، برخی آموزه‌ای عهد عتیق و جدید و الاهیات مسیحی برای توجیه استفاده از زور علیه مرتدان، گناهکاران و دشمنان خارجی استفاده شده‌است.
در کتاب نامه‌ای به ملت مسیحی، منتقد دین، سم هریس می‌نویسد «...ایمان به دو طریق موجب خشونت می‌شود. نخست، برخی مردم انسان‌های دیگر را می‌کشند، زیرا گمان می‌کنند خالق جهان از آنها می‌خواهد که چنین کنند... دوم اینکه، بسیاری از مردم با هم به مشکل برمی‌خورد چون اخلاقیات جمعی خود را بر اساس تعلقات مذهبی خود تعریف می‌کنند..» با این حال، استاد دیوید بنتلی هارت، استدلال می‌کند «برخی می‌کشند چون ایمان‌شان به آنها دستور می‌دهد» دیگران «می‌کشند چون هیچ ایمانی ندارند و در نتیجه معتقدند همه چیز برای‌شان روا است. مشرکان، یکتاپرستان و بی‌خدایان می‌کشند. در واقع، این دستهٔ آخر، همانطور که شواهد قرن بیستم نشان می‌دهد در آدم‌کشی دست بسیار داشته‌اند».
الاهی‌دانان مسیحی، به برخی دکترین‌های ضد خشونت در مسیحیت اشاره می‌کنند، از جمله موعظه عیسی بر سر کوه، که تبلیغ عدم خشونت می‌کند و «عشق به دشمنان» را توصیه می‌کند. به عنوان مثال، ویور مدعی است که صلح‌گرایی عیسی «از دکترین جنگ موجه سرچشمه می‌گیرد که تمام جنگ‌ها را گناه می‌خواند حتی اگر شر لازم باشند، و رهبانیان و روحانیان را از جنگ منع می‌کند، و همچنین به دنبال حفظ سنت پاسیفیسم مسیحی است.»